# Milton (Georgia)
Milton ist eine Stadt im Fulton County im US-Bundesstaat Georgia mit 41.296 Einwohnern (Stand: Volkszählung 2020).

## Geographie
Milton grenzt im Süden direkt an die Städte Alpharetta und Roswell und liegt etwa 30 Kilometer nördlich von Atlanta.

## Geschichte
Am 9. März 2006 verabschiedete der Senat des Staates Georgia einen Gesetzesentwurf zur Gründung der neuen Stadt Milton, der am 28. März von Gouverneur Sonny Perdue unterzeichnet wurde.

## Demographische Daten
Laut der Volkszählung von 2010 verteilten sich die damaligen 32.661 Einwohner auf 11.659 bewohnte Haushalte, was einen Schnitt von 2,80 Personen pro Haushalt ergibt. Insgesamt bestehen 12.328 Haushalte. 
75,3 % der Haushalte waren Familienhaushalte (bestehend aus verheirateten Paaren mit oder ohne Nachkommen bzw. einem Elternteil mit Nachkomme) mit einer durchschnittlichen Größe von 3,28 Personen. In 46,5 % aller Haushalte lebten Kinder unter 18 Jahren sowie in 12,7 % aller Haushalte Personen mit mindestens 65 Jahren.
33,0 % der Bevölkerung waren jünger als 20 Jahre, 22,7 % waren 20 bis 39 Jahre alt, 34,0 % waren 40 bis 59 Jahre alt und 10,2 % waren mindestens 60 Jahre alt. Das mittlere Alter betrug 37 Jahre. 48,9 % der Bevölkerung waren männlich und 51,1 % weiblich.
76,6 % der Bevölkerung bezeichneten sich als Weiße, 9,0 % als Afroamerikaner, 0,2 % als Indianer und 10,4 % als Asian Americans. 1,6 % gaben die Angehörigkeit zu einer anderen Ethnie und 2,2 % zu mehreren Ethnien an. 6,0 % der Bevölkerung bestand aus Hispanics oder Latinos.
Das durchschnittliche Jahreseinkommen pro Haushalt lag bei 109.784 USD, dabei lebten 5,5 % der Bevölkerung unter der Armutsgrenze.

## Wirtschaft
Das Unternehmen Exide Technologies hat in Milton seinen Hauptsitz.

## Verkehr
Milton wird vom U.S. Highway 19 sowie von den Georgia State Routes 9, 140, 372 und 400 durchquert bzw. tangiert. Der nächste Flughafen ist der Flughafen Atlanta (rund 60 km südlich).

## Persönlichkeiten
- Andy Stanley (* 1958), evangelikaler Pastor, Autor und Gründer der Northpoint Community Church